# کالاوالا
کالاوالا (به لاتین: Kalawala) یک منطقهٔ مسکونی در سری‌لانکا است که در استان مرکزی (سری‌لانکا) واقع شده‌است.